# Jusuf Gazibegović
Jusuf Gazibegović (* 11. März 2000 in Salzburg, Österreich) ist ein bosnischer Fußballspieler.
In seiner Kindheit und Jugend spielte er hauptsächlich für Vereine aus Salzburg, bevor er 2020 zum SK Sturm Graz wechselte. Gazibegović lief zudem seit der U16 für die bosnischen Nachwuchsnationalmannschaften auf und kam im Jahr 2021 zu seinem ersten Einsatz für die A-Nationalmannschaft der Bosnier.

## Karriere

### Verein
Gazibegović begann seine Karriere beim SV Austria Salzburg. 2011 kam er in die Jugend des FC Red Bull Salzburg. Zwischen 2012 und 2013 spielte er beim FC Liefering, ehe er wieder in die Bullen-Jugend zurückkehrte. Bei Red Bull Salzburg spielte er später auch in der Akademie. Im September 2017 spielte er gegen Girondins Bordeaux erstmals für die U-19-Mannschaft der Salzburger in der UEFA Youth League.
Im Februar 2018 stand Gazibegović gegen den FC Blau-Weiß Linz erstmals im Kader des Farmteams FC Liefering. Sein Debüt für Liefering in der zweiten Liga gab er im März 2018, als er am 22. Spieltag der Saison 2017/18 gegen die SV Ried in der Startelf stand.
Gegen Ende der Saison 2018/19 zog er sich im Training einen Kreuzbandriss zu und fiel mehrere Monate aus. Sein Comeback gab er schließlich im Februar 2020. In dreieinhalb Spielzeiten kam er zu 39 Zweitligaeinsätzen für die Lieferinger.
Im September 2020 wechselte Gazibegović zum Bundesligisten SK Sturm Graz, bei dem er einen bis Juni 2023 laufenden Vertrag erhielt. In Graz kam er insgesamt zu 126 Einsätzen in der Bundesliga. Mit Sturm gewann er in der Saison 2022/23 den ÖFB-Cup, in der Saison 2023/24 dann gar das Double aus Cup und Meisterschaft, in der Saison 2024/25 lief er in Folge fünfmal für Sturm in der UEFA Champions League auf.
Im Januar 2025 wechselte er zum deutschen Zweitligisten 1. FC Köln.

### Nationalmannschaft
Gazibegović durchlief ab der U-16 sämtliche bosnische Jugendnationalauswahlen. Im Juni 2021 debütierte er für die A-Nationalmannschaft, als er in einem Testspiel gegen Montenegro in der 64. Minute für Darko Todorović eingewechselt wurde.

## Titel
- Österreichischer Meister (2): 2024, 2025
- Österreichischer Cupsieger (2): 2023, 2024
- Zweite Bundesliga 2024/2025

## Sonstiges
Der bosnischstämmige Gazibegović ist in Österreich geboren und aufgewachsen. Allerdings besitzt er keinen österreichischen Pass.